# Montreuil (Vendée)
Montreuil ist eine französische Gemeinde mit 820 Einwohnern (Stand: 1. Januar 2022) im Département Vendée in der Region Pays de la Loire; sie ist Teil des Arrondissements Fontenay-le-Comte und des Kantons Fontenay-le-Comte. Die Einwohner werden Montreuillais genannt.

## Geografie
Montreuil liegt etwa sechs Kilometer südsüdwestlich von Fontenay-le-Comte. Das Gemeindegebiet gehört zum Regionalen Naturpark Marais Poitevin. Umgeben wird Montreuil von den Nachbargemeinden Doix lès Fontaines im Norden und Osten, Vix im Süden, Velluire im Westen sowie Chaix im Nordwesten.

## Bevölkerungsentwicklung
| Jahr                      | 1962 | 1968 | 1975 | 1982 | 1990 | 1999 | 2006 | 2013 |
| Einwohner                 | 533  | 518  | 476  | 549  | 598  | 644  | 812  | 793  |
| Quelle: Cassini und INSEE |      |      |      |      |      |      |      |      |

## Sehenswürdigkeiten

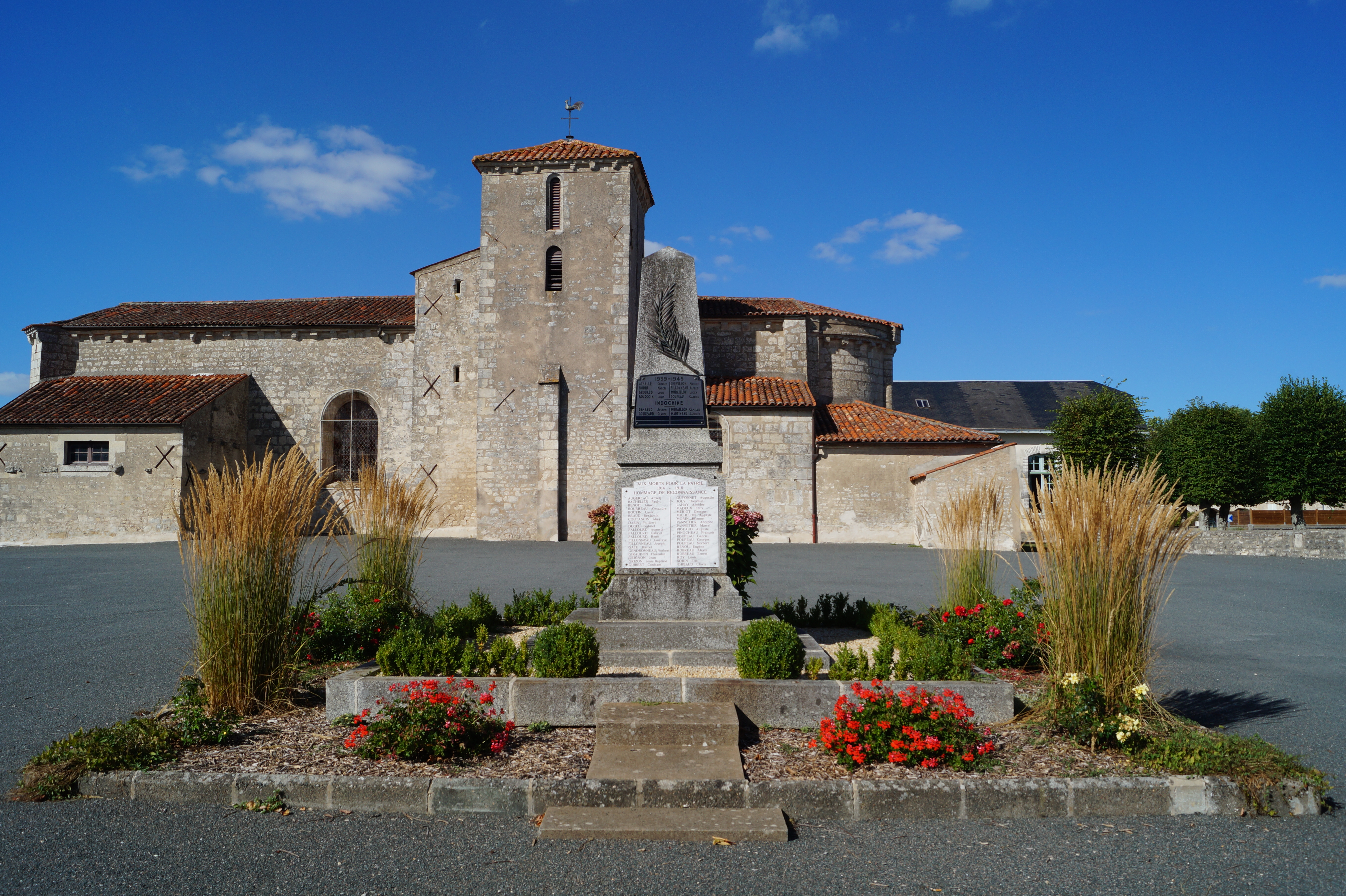
Kirche Notre-Dame-de-l'Assomption

- Kirche Notre-Dame-de-l'Assomption (Monument historique)